# Míchel Zabaco
Miguel Zabaco Tomé (Burgos, España, 6 de febrero de 1989) es un futbolista español. Juega de defensa y su actual equipo es el NorthEast United de la Superliga de India.

## Trayectoria
Sus primeros pasos en el fútbol fueron en su ciudad natal, Burgos, donde terminó militando en el UDG Río Vena de División de Honor Juvenil. 
Al año siguiente, recalaría en el juvenil A del Club Atlético de Madrid, entidad en la que pasaría sus próximos cinco años, llegando a formar parte del filial rojiblanco dos temporadas. Durante estos años, Míchel se ejercitó a las órdenes de entrenadores como Milinko Pantić, Quique Sánchez Flores o Diego Pablo Simeone entre otros.
El 15 de julio de 2012 firmó por la Unión Deportiva Almería B bajo las órdenes de Francisco Javier Rodríguez Vílchez. Durante los siguientes tres años ha militado en el filial, siendo capitán durante la temporada 2014-2015. En este último año, y después de una buena campaña, el equipo logró la clasificación para disputar el play off de ascenso a Segunda División.
Tras las buenas temporadas realizadas con el equipo filial, Míchel se ha ganado el derecho a formar parte de la primera plantilla, bajo las órdenes de Sergi Barjuán.
En enero de 2016, después de una lesión en la mano izquierda, es cedido a la Cultural y Deportiva Leonesa de 2.ªB que intenta dar un salto de calidad ese invierno a su equipo para intentar la clasificación para los playoffs de ascenso a  Segunda División.
En la temporada 2016-2018, ficha por el Fútbol Club Cartagena, y en ambas temporadas consiguen disputar la fase de ascenso, quedando en la última de ellas a las puertas. 
En julio de 2018, firma por la Sociedad Deportiva Ponferradina, donde logra su primer ascenso a Segunda División de España.
En la temporada 2019-2020 se une a las filas de la Unión Deportiva Logroñés. De nuevo, consigue el ascenso a la categoría de plata en los Playoffs disputados a puerta cerrada en Málaga. 
En la temporada 2020-21, firma por el Burgos C. F. de la Segunda División B de España con el que logró el ascenso a la Segunda División de España.
Esta temporada disputó 26 encuentros, anotando dos goles.
Como curiosidad, en tres años consecutivos logra ascender de categoría con tres equipos diferentes, formando siempre parte del once titular. 
En la siguiente campaña en la división de plata disputó 16 partidos, 13 como titular, y se ganó la renovación por un año más. En la temporada 2022-23 jugaría 15 encuentros.
En la temporada 2023-24, firma por el NorthEast United de la Superliga de India.

## Clubes
| Club                      | País   | Año       | Part. | Gol. |
| ------------------------- | ------ | --------- | ----- | ---- |
| Atlético de Madrid C      | España | 2008-2010 |       |      |
| Atlético de Madrid B      | España | 2010-2012 | 39    | 2    |
| U. D. Almería B           | España | 2012-2015 | 78    | 2    |
| U. D. Almería             | España | 2015-2016 | 6     | 0    |
| Cultural Leonesa (cedido) | España | 2016      | 11    | 1    |
| F. C. Cartagena           | España | 2016-2018 | 75    | 3    |
| S. D. Ponferradina        | España | 2018-2019 | 31    | 1    |
| U. D. Logroñés            | España | 2019-2020 | 23    | 2    |
| Burgos C. F.              | España | 2020-2023 | 61    | 2    |
| NorthEast United          | India  | 2023-     |       |      |